# منطقه جنوبی (اسرائیل)
منطقه جنوبی (به عبری: מחוז הדרום تلفظ: محوز هاداروم) یکی از هفت منطقه کشور اسرائیل است. شهر بئرشبع، بزرگ‌ترین شهر و مرکز منطقه جنوبی است.

## شهرها
- بئرشبع (مرکز منطقه)
- ایلات
- دیمونا
- اشدود
- اشکلون
- عراد
- سدروت
- کریات گت
- کریات ملاخی
- نتیوت
- اوفاغیم
- رهط

## کیبوتص‌ها
- یاد مردخای
- یوت‌واتا